# Interkozmosz–7
Interkozmosz–7 (IK-7) szovjet tudományos napfizikai műhold, a szocialista országok közös Interkozmosz űrprogramjának egysége.

## Jellemzői
1972. június 30-án a Kapusztyin Jar rakétakísérleti lőtérről a Majak–2 indítóállásából egy Interkozmosz hordozórakétával, a Kosmos–2 (63SZ1) típussal juttatták Föld körüli, közeli körpályára. Az orbitális egység pályája 92.6 perces, 48.4 fokos hajlásszögű, elliptikus pálya-perigeuma 260 kilométer, apogeuma 551 kilométer volt. Energiaellátását akkumulátorok és napelemek összehangolt egysége biztosította. Feladata, felépítése, tudományos programja megegyezett az Interkozmosz–1, Interkozmosz–4 műholdakéval. Hasznos tömege 375 kilogramm. Aktív szolgálati idejét 1972. október 5-én 97 nap után fejezte be, a Föld légkörébe érve elégett.

## Külső hivatkozások
- Interkozmosz–7. skyrocket.de. (Hozzáférés: 2012. december 15.)
- Interkozmosz–7. lib.cas.cz. (Hozzáférés: 2012. december 15.)

| Elődje: Interkozmosz–6 | Interkozmosz sorozat 1969–1994 | Utódja: Interkozmosz–8 |